# 시라이시 미노루
시라이시 미노루(白石 稔, 1978년 10월 18일 ~ )는 일본의 남자 성우이며 에히메현 가와노에시 (현:시쿠코추오시) 출신이다. 아임 엔터프라이즈와 프로핏을 거쳐 2009년 4월부터 프리랜서로 활동하다가 12월 10일에 가젯링크(ガジェットリンク)와 제휴한 후 2012년 1월 1일부터 정식 계약을 맺었다. 

## 출연작

### TV 애니메이션
2003년
- D.N.Angel (사에하라 타케시)

2004년
- 창궁의 파프너 (콘도 켄지)

2005년
- 마법선생 네기마! (세루히코 선생)

2006년
- 스즈미야 하루히의 우울 (타니구치)
- 명탐정 코난 (료타)

2007년
- 러키☆스타 (시라이시 미노루)
- CLANNAD (남학생, 친위대, TV 목소리)

2008년
- 식령-제로- (사쿠라바 카즈키)
- CLANNAD (악기점 점원 A, 농구부원, 야구부원, TV 리포터, 남자손님)
- CLANNAD AFTER STORY (주심, 축구부원, 불량배, 회사원)
- 슬레이어즈 REVOLUTION (손님 B)

2009년
- CLANNAD AFTER STORY (학생)
- 하늘을 올려다본 소녀의 눈동자에 비친 세계 (그리도리)
- 사키-Saki- (현 예선대회 실황 아나운서, 부회장)
- 新 스즈미야 하루히의 우울 (타니구치)
- 키디 걸랜드 (미 누르즈)
- 슬레이어즈 REVOLUTION (타포라시아 국민 D)

2010년
- 학생회 임원들 (야나기모토 켄지)
- 케이온! (리포터)

2011년
- 일상 (만화) (사카모토 씨)
- 미래일기 (코사카 오지)
- 경계선상의 호라이즌 (오히로시키 긴지)

2012년
- 스켓 댄스 (사토시, 키요시 마이클버거, 하루코의 엄마, 실황중계, 수수께끼의 남자, 남자)
- 명탐정 코난 (시부 케이)

2014년
- 학생회 임원들 2기 (야나기모토 켄지)
- 명탐정 코난 (미기타 토시히코)

### 게임
2005년
- 테일즈 오브 디 어비스 (하이만)

2007년
- 스즈미야 하루히의 약속 (타니구치)
- 러키 스타의 숲 (시라이시 미노루)

2008년
- 스즈미야 하루히의 당황 (타니구치)
- 러키 스타~료오학교 앵등제~ (시라이시 미노루)

2009년
- STEINS;GATE (시드)
- 스즈미야 하루히의 직렬 (타니구치)
- 스즈미야 하루히의 병렬 (타니구치)
- 러키 스타 넷아이돌 마이스터 (시라이시 미노루)

### 실사
- 이벤트/스즈미야 하루히의 격주 (사회)
- 이벤트/스즈미야 하루히의 현주 (사회)
- 연극/엠즈스타일 (엠즈버거 점장)
- TV/더 넷스타!(ザ☆ネットスター!) (나레이션, 사회자 등)
  - 2009년 4월부터 고정 출연.
- 러키 스타 in 무도관

### 라디오
- 러키☆채널 - 콘노 히로미와 공동진행. (라디오 칸사이/인터넷 라디오, 2007년 1월 - 2008년 6월)
- SMGTV-시라이시 미노루의 기운이 나는 TV- (인터넷 라디오, 2008년 7월 25일 - 10월 31일)
- 식령-제로- 초자연재해 라디오 대책실 - 미즈하라 카오루, 치하라 미노리와 공동진행. (인터넷 라디오, 2008년 10월 18일 - 2009년 6월 27일)
- 카라아게 라디오 - 아이자와 마이, 우치다 아야와 공동진행. (인터넷 라디오, 2009년 2월 21일 - 7월 25일)
- 아바르 정보국 나루세·시라이시의 스마일 라디오 - 나루세 미아와 공동진행. (인터넷 라디오, 2009년 8월 28일 - )
- 라디오 키디 걸랜드 GTO카페「터치＆고!」- 우치다 아야, 고다 아야와 공동진행. (인터넷 라디오, 2009년 11월 13일 - )
- 일상의 라디오 - 후루야 시즈카, 콘노 히로미와 공동 진행. (인터넷 라디오, 2011년 2월 25일 - )

## 음반

### 미니앨범
|     | 발매일         | 제목               |
| --- | -------------- | ------------------ |
| 1st | 2011년 2월 9일 | 出しちゃいました。 |